# Le Tilleul-Lambert
Le Tilleul-Lambert é uma comuna francesa na região administrativa da Normandia, no departamento de Eure. Estende-se por uma área de 5,73 km². Em 2010 a comuna tinha 261 habitantes (densidade: 45,5 hab./km²).